# Дихальна система людини
Дихальна система людини — сукупність органів, що забезпечують зовнішнє дихання людини (газообмін між вдихуваним атмосферним повітрям і кров'ю, яка циркулює малим колом кровообігу).
Газообмін здійснюється в альвеолах легень, і в нормі спрямований на захоплення з вдихуваного повітря кисню та виділення в зовнішнє середовище утвореного в організмі вуглекислого газу.
Доросла людина, перебуваючи в стані спокою, здійснює в середньому 14 дихальних рухів на хвилину, однак частота дихання може бути іншою ( фізіологічне коливання ЧДР : 
12 до 24 за хвилину),у новонароджених дітей частота дихання у спокої 40-60 в
хвилину. Доросла людина робить 15-17 вдихів-видихів на хвилину, а новонароджена дитина робить 1 вдих в секунду. Вентиляція альвеол здійснюється чергуванням вдиху (інспірація) і видиху (експірація). Під час вдиху в альвеоли надходить атмосферне повітря, а впродовж видиху з альвеол видаляється повітря, насичене вуглекислим газом.
Звичайний спокійний вдих пов'язаний з діяльністю м'язів діафрагми і зовнішніх міжреберних м'язів. При вдиху діафрагма опускається, ребра піднімаються, відстань між ними збільшується. Звичайний спокійний видих відбувається великою мірою без натуги, при цьому активно працюють внутрішні міжреберні м'язи і деякі м'язи живота. Під час видиху діафрагма піднімається, ребра переміщуються донизу, відстань між ними зменшується.
За способом розширення грудної клітки розрізняють два типи дихання:
- грудний тип дихання (розширення грудної клітки проводиться шляхом підняття ребер), частіше спостерігається у жінок;
- черевний тип дихання (розширення грудної клітки проводиться шляхом сплощення діафрагми), насамперед спостерігається у чоловіків.
- змішаний тип дихання

## Будова

Схема дихальної системи людини

### Дихальні шляхи
Розрізняють верхні та нижні дихальні шляхи. Умовний перехід верхніх дихальних шляхів до нижніх, здійснюється в місці перетину травної і дихальної систем у верхній частині гортані.
Система верхніх дихальних шляхів складається з порожнини носа (лат. cavitas nasi), носоглотки (лат. pars nasalis pharyngis) і ротоглотки (лат. pars oralis pharyngis), а також частково ротової порожнини, бо вона теж може бути використана для дихання. Система нижніх дихальних шляхів складається з гортані (лат. larynx, іноді її відносять до верхніх дихальних шляхів), трахеї (дав.-гр. τραχεῖα (ἀρτηρία)), бронхів (лат. bronchi), легенів.
Вдих і видих здійснюється шляхом зміни розмірів грудної клітки за допомогою дихальних м'язів. Протягом одного вдиху (в спокійному стані) до легень надходить 400-500 мл повітря. Цей об'єм повітря називається дихальним об'ємом (ДО). Така ж кількість повітря надходить з легень в атмосферу протягом спокійного видиху. Найбільш глибокий вдих становить близько 2 000 мл повітря. Після максимального видиху в легенях залишається повітря в кількості близько 1 500 мл, зване залишковим об'ємом легенів. Після спокійного видиху в легенях залишається приблизно 3 000 мл. Цей об'єм повітря називається функціональною залишковою ємністю (ФОЕ) легенів. Дихання — одне з небагатьох завдань організму, яке може підтримуватися свідомо і несвідомо. Види дихання: глибоке і поверхневе, часте і рідкісне, верхнє, середнє (грудне) і нижнє (черевне). Особливі види дихальних рухів спостерігаються під час гикавки і сміху. При частому і поверхневому диханні, збудливість нервових центрів підвищується, а за глибокого — навпаки, знижується.

### Дихальні органи
Дихальні шляхи забезпечують зв'язки довкілля з головними органами дихальної системи — легенями. Легені (лат. pulmo, дав.-гр. πνεύμων) розташовані в грудній порожнині в оточенні кісток і м'язів грудної клітки. У легенях здійснюється газообмін між атмосферним повітрям, що досягло легеневих альвеол (паренхіми легень), та кров'ю, яка протікає легеневими капілярами, які забезпечують надходження кисню в організм та видалення з нього газоподібних продуктів життєдіяльності, у тому числі — вуглекислого газу. Завдяки функціональній залишковій ємності (ФЗЄ) легень в альвеолярному повітрі підтримується відносно постійне співвідношення вмісту кисню і вуглекислого газу, бо ФЗЄ в кілька разів більше дихального об'єму (ДО). Тільки 2/3 ДО досягає альвеол, який називається об'ємом альвеолярної вентиляції. Без зовнішнього дихання людський організм зазвичай може прожити до 5-7 хвилин (так звана клінічна смерть), після чого наступають втрата свідомості, незворотні зміни в мозку і його смерть (біологічна смерть).

## Функції дихальної системи
Основні функції — дихання, газообмін.
Крім того, дихальна система бере участь у таких важливих діях, як терморегуляція, голосоутворення, нюх, зволоження вдихуваного повітря. Легенева тканина також відіграє важливу роль у таких процесах, як: синтез гормонів, водно-сольовий і ліпідний обмін. В рясно розвиненій судинній системі легень відбувається депонування крові. Дихальна система також забезпечує механічний і імунний захист від негативних впливів зовнішнього середовища.

### Газообмін
Газообмін — обмін газів між організмом і довкіллям. З навколишнього середовища в організм безперервно надходить кисень, який споживається всіма клітинами, органами та тканинами; з організму виділяється вуглекислий газ та незначна кількість інших газоподібних продуктів метаболізму. Газообмін необхідний майже для всіх організмів, без нього неможливий нормальний обмін речовин і енергії, отже й саме життя.
Кисень, що надходить до тканин, використовується для окислення продуктів, котрі утворюються в підсумку довгого ланцюга хімічних перетворень вуглеводів, жирів і білків. Натомість утворюються CO2, вода, азотисті сполуки та вивільняється енергія, використовувана для підтримки температури тіла і виконання роботи. Кількість CO2, що утворюється в організмі і, зрештою виділяється з нього, залежить не тільки від кількості споживаного O2, але і від того — що переважно окислюється: вуглеводи, жири або білки. Відношення видаленого з організму обсягу CO2 до поглиненого за той же час обсягом O2 називається дихальним коефіцієнтом, який дорівнює приблизно 0,7 у разі окислення жирів, 0,8 під час окислення білків і 1,0 при окисленні вуглеводів (у людини при змішаній їжі дихальний коефіцієнт дорівнює 0,85–0,90). Кількість енергії, що звільняється на 1 л спожитого O2 (калоричний еквівалент кисню), дорівнює 20,9 кДж (5 ккал) при окисленні вуглеводів і 19,7 кДж (4,7 ккал) під час окислення жирів. По споживанню O2 за одиницю часу і по дихальному коефіцієнту можна розрахувати кількість вивільненої енергії в організмі.
Газообмін (відповідно і витрата енергії) у холоднокровних тварин зменшується зі зниженням температури тіла. Така ж залежність виявлена і у гомойотермних тварин (теплокровних) при відсутності терморегуляції (в умовах природної або штучної гіпотермії); за підвищення температури тіла (при перегріві, деяких захворюваннях) збільшується газообмін.
За зниження температури навколишнього довкілля, газообмін у теплокровних тварин (особливо дрібних) збільшується внаслідок збільшення теплопродукції. Він зростає також після приймання їжі, особливо багатої білками (так звана специфічно-динамічна дія їжі). Найбільших величин газообмін досягає під час м'язової діяльності. У людини при роботі помірної потужності він збільшується, через 3-6 хв. після її початку досягає певного рівня і потім утримується протягом усього часу роботи на цьому рівні. Під час роботи великої потужності газообмін безперервно зростає; незабаром після досягнення якнайбільшого для даної людини рівня (максимальна аеробна робота) роботу доводиться припиняти, бо потреба організму в O2 перевищує цей рівень. У перший час після закінчення роботи зберігається підвищене споживання O2, використовуваного для покриття кисневого боргу, тобто для окислення продуктів обміну речовин, що утворилися під час роботи. Споживання O2 може збільшуватися з 200-300 мл/хв. у стані спокою до 2000-3000 при роботі, а у добре тренованих спортсменів — до 5000 мл/хв. Відповідно збільшуються виділення CO2 і витрата енергії; одночасно відбуваються зрушення дихального коефіцієнта, пов'язані зі змінами обміну речовин, кислотно-лужної рівноваги і легеневої вентиляції.
Розрахунок загальної добової витрати енергії у людей різних професій і способу життя, заснований на визначеннях газообміну важливий для нормування харчування. Дослідження змін газообміну під час стандартної фізичної роботи, застосовуються у фізіології праці і спорту, в клініці для оцінки функціонального стану систем, що беруть участь в газообміні.
Порівняльна сталість газообміну за значних змін парціального тиску O2 в навколишньому середовищі, порушення роботи органів дихання тощо, забезпечується пристосувальними (компенсаторними) реакціями систем, що беруть участь в газообміні і підтримуються нервовою системою.
У людини і тварин газообмін прийнято досліджувати в умовах повного спокою, натще, за комфортної температури середовища (18-22 °C). Кількості споживаного у цьому разі O2 і енергії, що звільняється характеризують основний обмін. Для дослідження застосовуються методи, засновані на принципі відкритої або закритої системи. У першому випадку визначають кількість видихуваного повітря і його склад (за допомогою хімічних або фізичних газоаналізаторів), що дозволяє обчислювати кількість споживаного O2 і CO2, які виділяються. У другому випадку, дихання відбувається в закритій системі (герметичній камері або з спірометру, сполученого з дихальними шляхами), в якій поглинається CO2, що виділяється, а кількість спожитого з системи O2 визначають або вимірюванням рівного йому кількості O2, що автоматично надходить у систему, або за зменшенням об'єму системи.
Газообмін у людини відбувається в альвеолах легенів і в тканинах тіла.

## Дихальна недостатність
Дихальна недостатність (ДН) — патологічний стан, що характеризується одним з двох типів порушень:
- система зовнішнього дихання не може забезпечити нормальний газовий склад крові,
- нормальний газовий склад крові забезпечується завдяки посиленій роботі системи зовнішнього дихання.

### Асфіксія
Асфіксія (від дав.-гр. ἀ- — «без» і σφύξις — пульс, буквально — відсутність пульсу) — задуха, викликана кисневим голодуванням та надлишком вуглекислоти в крові і тканинах, наприклад, у разі здавлювання дихальних шляхів ззовні (удушення), закриття їх просвіту набряком, падінні тиску в штучній атмосфері (або системі забезпечення дихання) та інше. В літературі механічну асфіксію визначають як: «кисневе голодування, розвинуте внаслідок фізичних впливів, що перешкоджають диханню, і яке супроводжується гострим розладом функцій центральної нервової системи і кровообігу...» або як «порушення зовнішнього дихання, викликане механічними причинами, що призводить до утруднення або повного припинення надходження в організм кисню і накопичення в ньому вуглекислоти». Перша допомога у разі асфіксії, полягає у відновленні діяльності зовнішнього дихання: зазвичай використовують примусове вдування повітря в легені хворого. Цей спосіб, названий «рот в рот» і «рот в ніс», використовується повсюдно в якості негайної допомоги до приїзду лікаря.